# Rio-Skala
Die Rio-Skala ist ein Versuch, die Entdeckung eines Signals einer außerirdischen Intelligenz, in Bezug auf die Auswirkung auf die menschliche Zivilisation, zu quantifizieren. Sie wird hauptsächlich von den Mitgliedern des SETI-Programms verwendet.

## Geschichte
Die Rio-Skala wurde das erste Mal im Oktober 2000 von Ivan Almar und Jill Tarter auf einem astronomischen Kongress in Rio de Janeiro, Brasilien, vorgestellt. Aus dem Veröffentlichungsort leitet sich auch der Name her. 2002 entschieden die Mitglieder des IAA SETI Committee und der IAA SETI Permanent Study Group, die Rio-Skala offiziell zu übernehmen. Unter der Führung von Almar und Tarter begannen die Mitglieder der o. g. Institutionen zu diesem Zeitpunkt damit, die Rio-Skala zu überarbeiten und zu verfeinern, insbesondere auch unter dem Gesichtspunkt, mehr Objektivität in die verschiedenen Bewertungskriterien zu bringen. Dieser Prozess hält bis heute an und wird sich auch in Zukunft weiter fortsetzen, da der technologische Fortschritt und die allgemeine Weiterentwicklung der Menschheit eine permanente Anpassung der Rio-Skala unumgänglich machen.

## Bewertung
Die Rio-Skala orientiert sich in ihrem Bewertungssystem und in vielen anderen Punkten an der Richter-Skala, welche zu Bewertung der Stärke von Erdbeben dient. Die Rio-Skala bewertet die Entdeckung eines außerirdischen Signals von 0 bis 10. Um zu einem Wert auf dieser Skala zu kommen, benutzt die Rio-Skala ein von der Torino-Skala (Skala zur Bewertung der Bedrohung durch erdnahe Asteroiden), welche sich z. T. ebenfalls an der Richter-Skala orientiert, entlehntes, zweidimensionales Berechnungssystem, in dem der Grad der Konsequenzen mit der Glaubwürdigkeit eines potentiellen Beweises für ein extraterrestrisches Signal in Relation gebracht wird. Mathematisch wird die Rio-Skala dann wie folgt definiert:
RS = Q * δ
In dieser Formel steht Q für den Grad der Auswirkungen und setzt sich hauptsächlich aus drei Faktoren zusammen: die Art des Signals, die Art der Entdeckung und die Entfernung zur Signalquelle. δ steht für die Glaubwürdigkeit des vorgebrachten Beweises für ein extraterrestrisches Signal. Insbesondere δ ist ein eher subjektiver Gesichtspunkt und erfordert daher eine permanente Überarbeitung.

### Bewertungsskala
- 0 = keine Relevanz
- 1 = unbedeutend
- 2 = niedrig
- 3 = gering
- 4 = moderat
- 5 = durchschnittlich
- 6 = bemerkenswert
- 7 = hoch
- 8 = weitreichend
- 9 = außergewöhnlich
- 10 = außerordentlich

## Sonstiges
2010 wurde auf einem Treffen der Royal Society eine Modifikation und Erweiterung, die London Skala (0–10), vorgestellt, die es ermöglicht, wissenschaftliche Bedeutung, Validität und potentielle Konsequenzen zu bewerten.